# فریتس تورنو
فریتس تورنو (به آلمانی: Fritz Tornow) (زادهٔ ۲۷ ژوئیه ۱۹۲۴) فردی بود که با درجهٔ فلدوبل در ارتش آلمان خدمت‌می‌کرد. شهرت او به دلیل وظیفه‌اش در نگهداری شخصی از سگ آدولف هیتلر می‌باشد. وی از واپسین کسانی بود که تا زمانی که ارتش اتحاد جماهیر شوروی سوسیالیستی، فورربونکر (پناهگاه هیتلر) را تصرف کرد؛ هنوز در آنجا بود.
وظیفهٔ تورنو نگهداری از بلوندی سگ ژرمن شپرد محبوب هیتلر و سگ‌های اوا براون بود. هیتلر پیش از خودکشی تصمیم به کشتن بلوندی گرفت، تورنو دهان بلوندی را گشود و دکتر ورنر هازه یک کپسول سیانید را در دهان آن سگ شکست که منجر به مرگ او شد. پس از مرگ هیتلر و اوا براون، تورنو سگ‌های بازمانده را در باغ صدارت عظمای رایش با شلیک گلوله کشت. در ۲ مهٔ ۱۹۴۵ که روس‌ها به پناهگاه وارد شدند تنها تورنو و پنج تن دیگر بازمانده بودند که تسلیم شدند.